# Kurve von Isparta

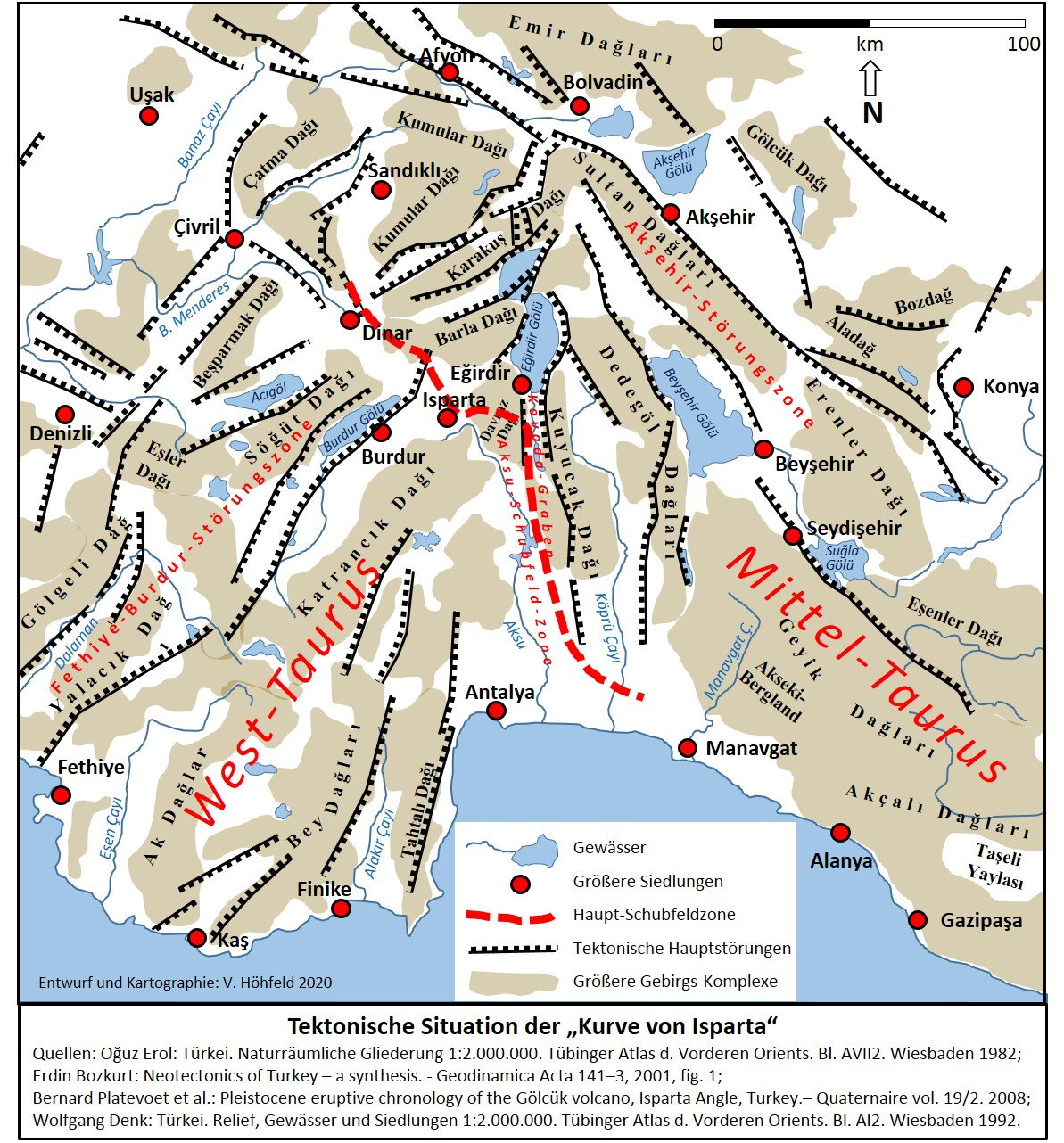
Die Kurve von Isparta (auch Westtaurische Scharung) ist eine geotektonisch bedingte und plattentektonisch relevante Großlandschaftsstruktur im Taurus-Hinterland von Antalya, in der auch noch rezent ein Teil der aktiven tektonischen Verformung der Türkei abläuft.

Die Kurve von Isparta (auch Isparta-Winkel bzw. Westtaurische Scharung) ist eine geotektonisch bedingte und plattentektonisch relevante Großlandschaftsstruktur der Tauriden in der Südwest-Türkei im Taurus-Hinterland von Antalya. In dieser Region, die im Westen von der Fethiye-Burdur-Störungszone und im Osten von der Akşehir-Störungszone begrenzt wird, geschieht auch noch rezent ein Teil der aktiven tektonischen Verformung der Türkei.

## Lage

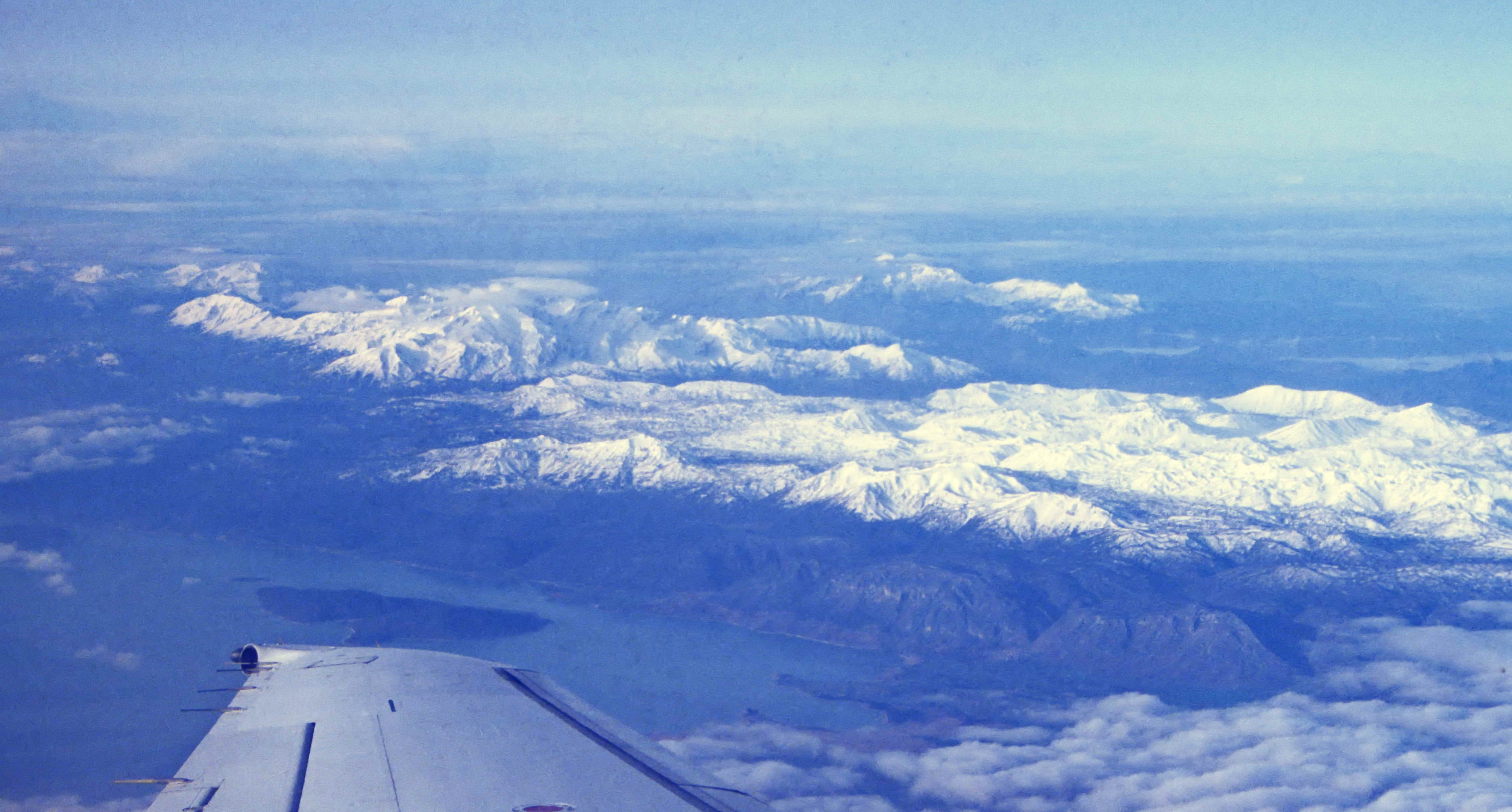
Noch Mitte April liegen die höheren Teile der Dedegöl Dağları im Westen des Beyşehir Gölü (vorne links) unter einer dicken Schneedecke; im Mittelgrund (Rechts) der Eğirdirsee, dahinter der ebenfalls verschneite Barla Dağı.

Unter der Kurve von Isparta versteht man eine große morpho-tektonische Gebirgsstruktur des Taurus-Gebirges in Form eines Dreiecks nördlich des Golfs von Antalya mit dem Eğirdir-See im Norden, der Fethiye-Bucht im Südwesten und der Region um Manavgat im Südosten. Die Region der Kurve von Isparta im Südwesten der Türkei befindet sich – tektonisch betrachtet – oberhalb der subduzierenden afrikanischen (nubischen) Platte nahe der Kreuzung des sogenannten „hellenischen Grabens“ (Subduktionszone zwischen afrikanischer und anatolisch-ägäischer Platte) und dem „Zypernbogen“ (dieser wird als Kollisionszone zwischen der afrikanischen und der eurasischen Platte angesehen). Die Isparta-Kurve grenzt im Nordwesten an den ägäische Dehnungsbereich und im Nordosten an Zentralanatolien. Eine tektonisch durch Grabenstrukturen vorgegebene Achsenlinie dieses in etwa gleichschenkligen, leicht nach Westen geneigten Dreiecks verläuft – südlich der Emir Dağları bei Bolvadin mit dem Karamık-Graben beginnend – nahezu in Nord-Süd-Richtung über den Yukarı-Kaşıkara-Graben, den Hoyran-Eğirdir-See, den Kovada-Graben und die Aksu-Senke (Aksu-Schubfeldzone) bis in die südlichen Vorberge des Taurus östlich von Antalya. Dieser markante Nord-Süd verlaufende Egirdir-Kovada-Graben trennt die Kurve von Isparta in zwei ungefähr symmetrische Bereiche, einen östlichen und einen westlichen Teil, und bildet eine markante Grenze zwischen West- und Mittel-Taurus.

## Entwicklungsgeschichte und Strukturen
Der südliche Taurus begrenzt das zentralanatolische Hochland nach Süden hin und erstreckt sich als geschlossener 50–100 km breiter Gebirgsstreifen in West-Ost-Richtung entlang der türkischen Südküste von der Ägäis bis zur Ecemiş-Senke im Norden der Çukurova. Der S-bogen-förmige Verlauf des Taurusgebirges dort wurde durch seine plattentektonische Zwischenlage verursacht, wobei der afro-arabische Schild die Kleinplatte Anatoliens westwärts gegen den ägäischen Part der eurasischen Großplatte quetschte und durch deren entgegengesetzte Bewegungen in diesem jungen Gebirgsgürtels während der Orogenese markante Stauchungen verursachte. So resultiert auch die rezente Situation der Westtaurischen Scharung aus der Nord-Krümmung des ursprünglich West-Ost-tendierenden Taurus-Gürtels aufgrund von Überschiebungen und einer damit verbundenen Rotationen einzelner Partien im und gegen den Uhrzeigersinn vom frühen Paläozän bis zum frühen Pliozän. Die Evolution der dabei entstandenen Graben-Horst-Systeme geschah allerdings episodisch.
Erste Sedimentationen und gebirgsbildende Bewegungen erfolgten bereits während Jura- und Kreidezeit und dauerten bis ins Tertiär (Oligozän). Danach tauchte der Taurus größtenteils mit seiner heutigen Form aus dem Tethysmeer auf, um im Miozän erneut weitgehend von der Thetis überflutet zu werden und seine lang andauernden, regionalen Hebungs- und Senkungsvorgänge (Epirogenese) – unterbrochen von Ruheperioden – bis ins mittlere Pleistozän fortzusetzen. Dabei gelangten tertiäre (miozäne) Ablagerungen bis in Höhen von über 3000 m, so z. B. in den west-taurischen Bey Dağları (3070 m), während sich andere Abschnitte zu großen Becken und langgezogenen Gräben einsenkten, so z. B. das Becken des Burdur-Sees im West-Taurus.
Die Bildung der Kurve von Isparta begann nach dem mittleren Miozän. Das Gebiet befand sich bereits damals unter hoher tektonischer Kompression aus verschiedenen Richtungen. Unter dem Druck der afro-arabischen Plattensysteme hatte die Anatolische Platte begonnen, sich nach Westen zu schieben und damit die Partien östlich der Eğirdir-Kovada-Karasu-Grabenzone zu komprimieren. Dabei bewegte sich die südwestliche anatolische Region, die im Süden und Westen von den Zypern- und Hellenischen Bögen begrenzt wird, nach Westen und drehte sich gegen den Uhrzeigersinn nach Eurasien hin um einen Punkt im südöstlichen Mittelmeer nördlich der Sinai-Halbinsel. Relativ dazu bewegte sich zugleich Westanatolien zusammen mit der Fethiye-Burdur-Störungszone in südwestlicher Richtung. Diese Spannungen verursachten unterschiedliche tektonische Diskontinuitäten und Störungen verschiedener Art im Westen wie im Osten der Karasu-Haupt-Schubfeldzone, die weitgehend unmittelbar parallel zum Kaşıkara-Hoyran-Eğirdir-Kovada-Grabensystem verläuft. So entstand z. B. an der Kreuzung von Verwerfungen der Egirdir-See durch das Absinken des Gebiets zum Seebecken. Der Kaşıkara-Graben im Norden und der Kovada-Graben im Süden der Region entwickelten sich durch Nord-Süd-Spannungsbrüche. Dabei spielt die Kurve von Isparta als Grenze zwischen West- und Mittel-Taurus eine bedeutende landschaftsprägende Rolle:
Westlich dieser Linie (im rezenten West-Taurus) fanden kräftige Faltungen begleitet von Auf- und Überschiebungen noch bis Ende des Miozäns statt, östlich dagegen, im Mittel-Taurus, endeten die gebirgsbildenden Bewegungen weitgehend bereits am Ende des Oligozäns. Im Westen verlaufen heute die Gebirgsketten NNO – SSW bis NO – SW; im Osten dagegen erstrecken sie sich in Richtung NW – SO. Im Westen der Kurve von Isparta herrscht ein Gleichgewicht zwischen Gebirgsblöcken und Beckenlandschaften. Auf Grund der in dichter Folge eingeschalteten Becken und Karstebenen in die Gebirgsketten im West-Taurus kommen dort eher einzelne Gebirgsblöcke vor. Sie weisen zumeist durchschnittliche Höhen von 1750–2000 m auf, auch wenn einige Massive über 2000 m ansteigen (Honaz Dağı 2571 m im Norden, Kızılca Dağı 2591 m, Elmalı Dağı 2490 m zwischen den Ebenen von Kestel (bei Bucak) und Elmalı, Bey Dağları 3070 m, Akdağ 3015 m). Dort stößt man in beträchtlichen Höhen auf zahlreiche partiell abflusslose Becken und Ebenen unterschiedlicher Größe, von denen manche eindeutig auf tektonische Einsenkungen zurückgehen. Eine beträchtliche Anzahl von Ebenen mit unregelmäßigem Umriss, die sich im mittleren Abschnitt des West-Taurus häufen, sind allerdings Karstpoljen oder wurden durch fluviatile Ausräumung der lockeren Tertiärablagerungen geschaffen.
Im Gegensatz zum west-taurischen Teil der Kurve von Isparta zeigt der mittel-taurische Part ein kompaktes, geschlossenes Kettengebirgsbild. Diese Strukturen erstrecken sich östlich der Kurve von Isparta weitgehend regelmäßig nach Osten bis zum miozänen Molassebecken von Mut und bilden hohe ziemlich gleichmäßige und langgezogene Reihen, zwischen denen vereinzelt vorkommende Karstbecken kaum auffallen.

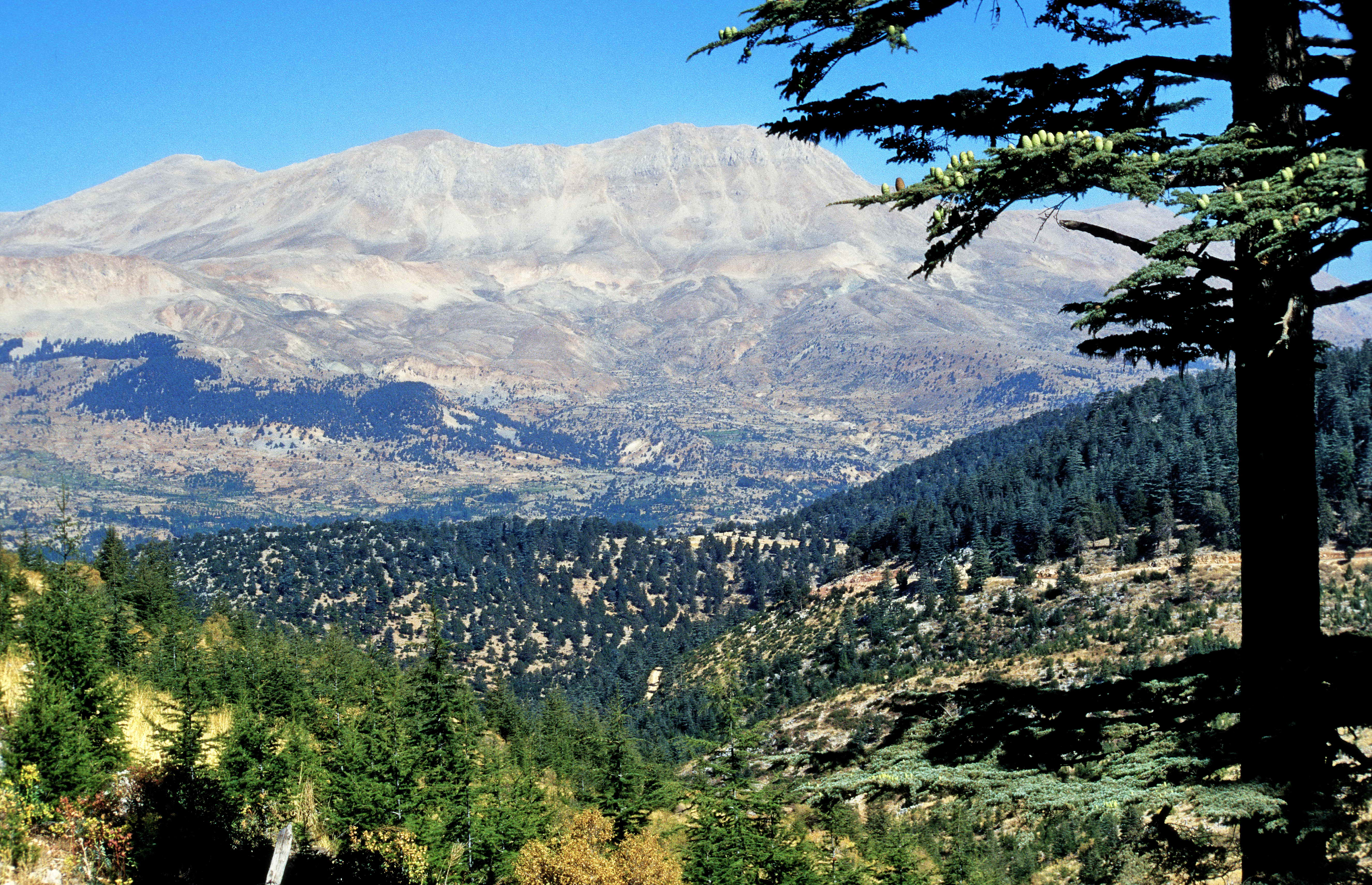
Das Kalkmassiv der Ak Dağlar mit dem 3016 m hohen Uyluk Tepesi im Hinterland von Kalkan über dem Tal des Dere Çayı ist eine der einprägsamsten Landmarken der westlichen Kurve von Isparta.
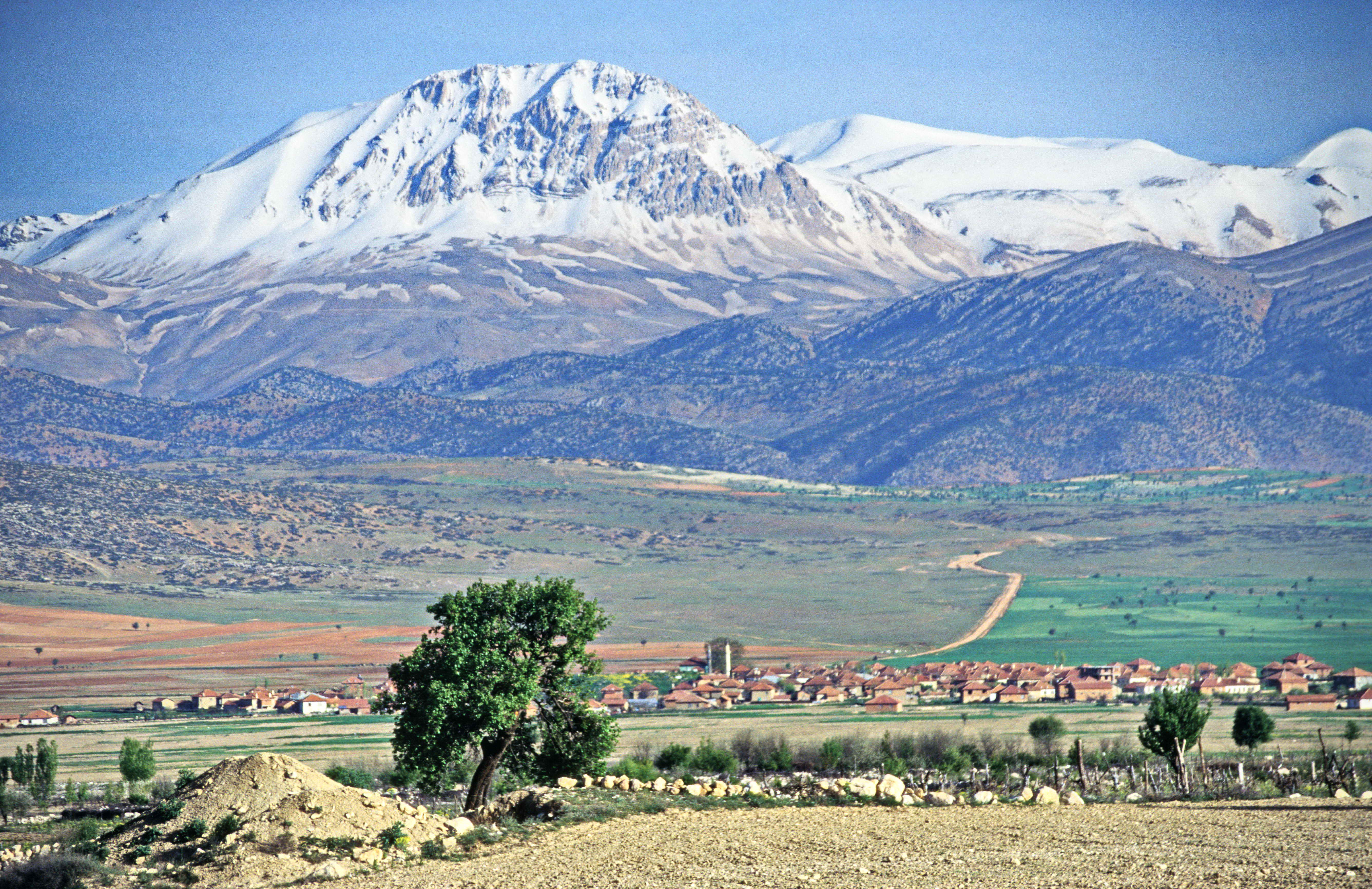
Majestätisch erhebt sich das über 3000 m hohe Massiv der Bey Dağlari über der Gölova innerhalb der Senke von Elmalı.
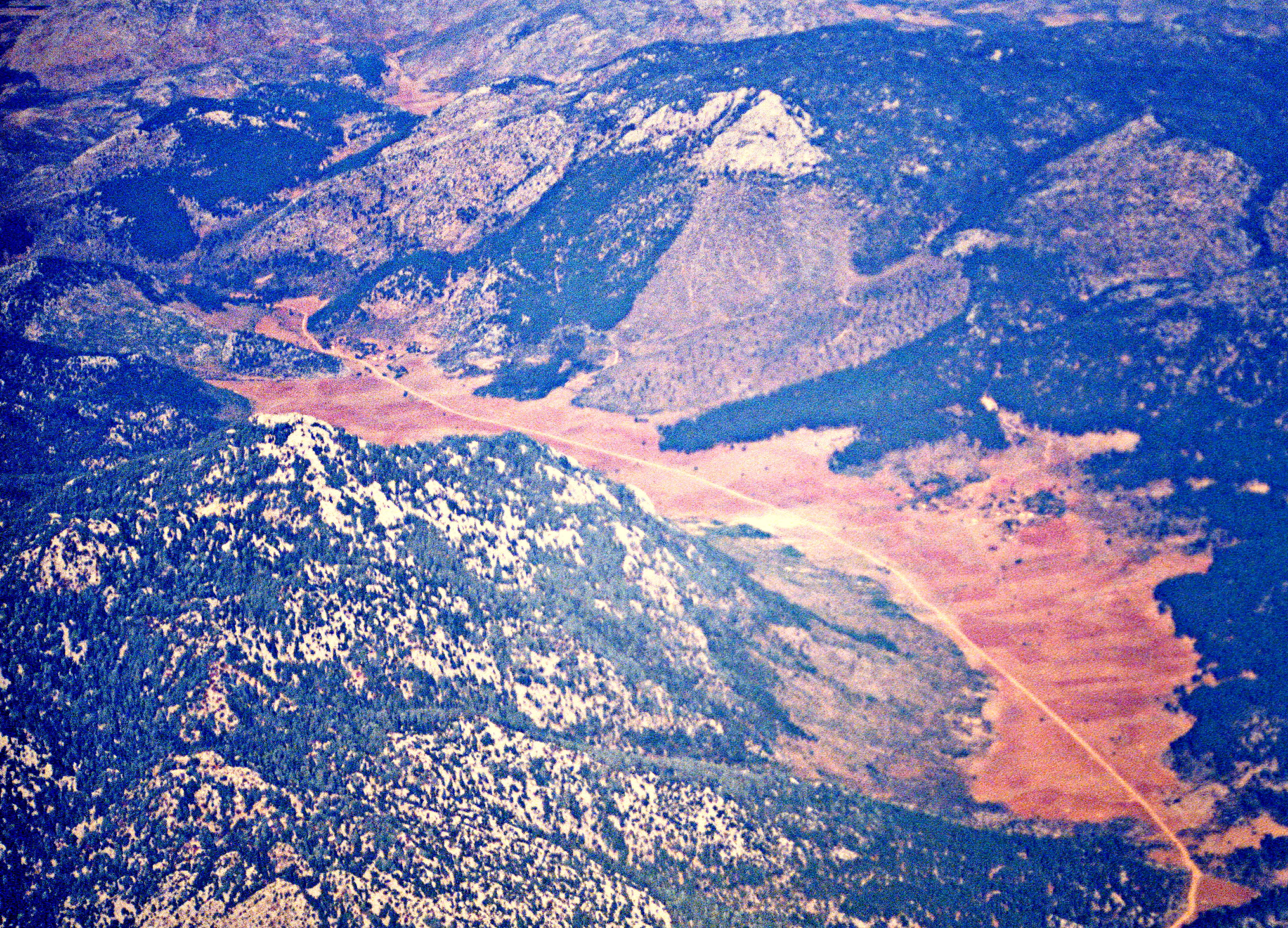
Kleinere und ausgedehntere Karstwannen (Poljen) innerhalb der Kalk-Gebirgsländer des westlichen Taurus, wie hier die Kuyubaşı-Ova südöstlich von Bucak, sind für die westlichen Partien der Kurve von Isparta überaus typisch.

### Teilgebiete im West-Taurus
In den Gebirgsbereichen der westlichen Partien der Kurve von Isparta, wo einzelne Bergstöcke dominieren, verläuft die Hauptstreichrichtung der Gebirge mit teilweise verkarsteten intramontanen Becken von Nordost nach Südwest, wodurch sich das Gebiet den aus südwestlichen Richtungen kommenden Winterregen öffnet. Die Vegetation wird, dem mediterranen Klima entsprechend, von Trockenwäldern beherrscht, die ab etwa 1300 m Höhe als reine Zedernwälder daherkommen können.
Die Westgrenze wird vom 2100 m hohen Gölgeli Dağ bestimmt, der bereits zum Teke-Bergland gehört. Nach Südosten folgen das Dalaman-Tal und der Deltabereich des Dalaman Çayı sowie das Gebirgsland von Fethiye und Kaş einschließlich des Yaylacık Dağ, des Eşen Çayı-Tales und der Akdağlar (Uyluk Tepe, 3014 m). Den Abschluss zum Golf von Antalya bilden die Bey Dağları (Kızlar Sivrisi Tepe 3086 m) und Tahtalı Dağları (2366 m) mit dem dazwischen liegenden Tal des Alakır Çayı.
Weiter nördlich erheben sich die Gebirge des Eşler Dağı (Honaz Dağı 2528 m) und des Beşparmak Dağı (1612 m) gefolgt vom Söğüt Dağı (1876 m), einer waldbedeckten Bergkette südwärts zwischen Acıgöl-Ova und Burdur Gölü, die aus mesozoisch-alttertiären Formationen besteht. Und nochmals weiter südöstlich von Isparta und Burdur erstrecken sich der lange Katrancık Dağı (2238 m) und der Davraz Dağı (2637 m). Im Scheitelpunkt der Isparta-Kurve südlich der Emir Dağları (1906 m, die bereits zum inneranatolischen Hochland zählen) bzw. der Senkenzone von Afyon und Bolvadin nördlich des Eğirdirsees, dessen Becken genau auf der Achse der Westtaurischen Scharungslinie liegt, biegen die Berglandstrukturen mit dem Kumalar Dağı, Karakuş Dağı (2007 m) und Barla Dağı (2760 m) bereits in östliche Richtung. Das Becken des Eğirdir-Sees liegt in einer Grabenzone und wird von den steil aufragenden Hochgebirgen des Gelincik Dağı (2800 m, südlich von Isparta), des Davraz Dağı im Westen und der Dedegöl Dağları (2963 m) im Osten begrenzt. Sie bestehen weitgehend aus gebankten, mesozoischen Kalken und sind stark verkarstet. Das Eğirdir-Gölü-Becken setzt sich noch 23 km geradlinig südwärts in einem 2 km breiten Längsgraben fort, in dessen tiefst gelegenen Teilen im südlichen Randbereich der kleine Kovada-See vom Eğirdir Gölü gespeist wird. Der Südrand des Kovada-Sees ist kräftig verkarstet, der See selbst wird durch zahlreiche Ponore (Düden) unterirdisch entwässert. Neben dem oberirdischen Abfluss zum Kovada See besitzt der Eğirdir Gölü durch Ponore auch selbst bedeutende unterirdische Entwässerungsstellen, deren Positionen allerdings noch unklar sind.
Auch hier, bereits weitab vom Golf von Antalya, ist das Klima immer noch weitgehend mediterran geprägt, erhält aber wegen seiner Binnenlage eine kontinentale Komponente, da sich bereits inneranatolische Einflüsse bemerkbar machen. Die Niederschlagssummen sind nicht mehr so hoch wie in küstennahen Gebirgsteilen, und die starke Kammerung bringt eine erhebliche mesoklimatische Differenzierung mit sich. Zudem sorgt hier der frische bis stürmische Nordost-Wind des Poyraz für Abkühlung in der heißen Sommerzeit. In den Beckenräumen sind Steppenformationen vertreten, während die Gebirge winterharte Trockenwälder tragen und in den Gipfelbereichen die alpine Stufe anzutreffen ist.

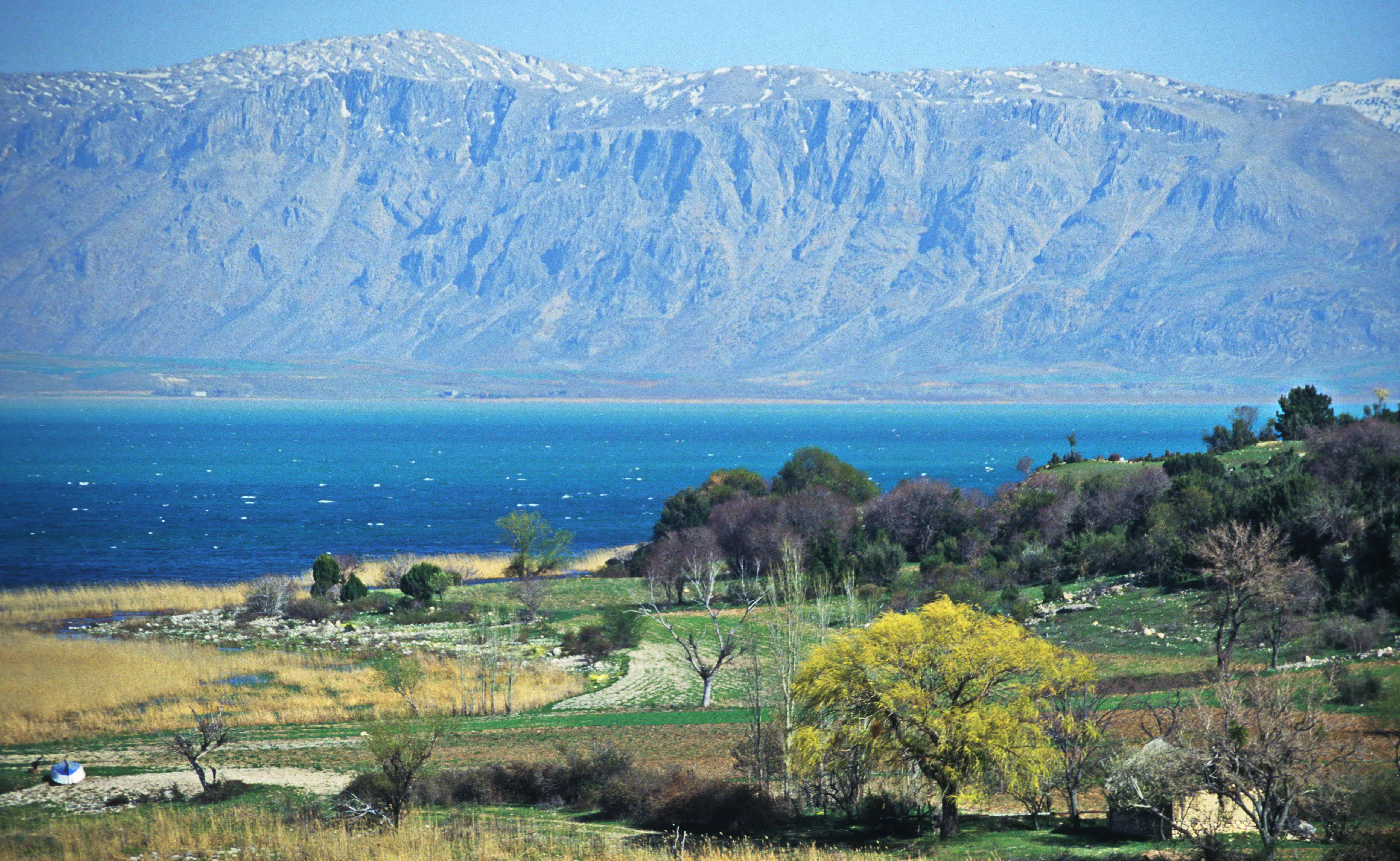
Die Dedegöl Dağları auf der Ostseite des Eğirdir Gölü zählen bereits zum Mittel-Taurus. Sie trennen den See markant wie eine Wand vom Becken des Beyşehir Gölü.
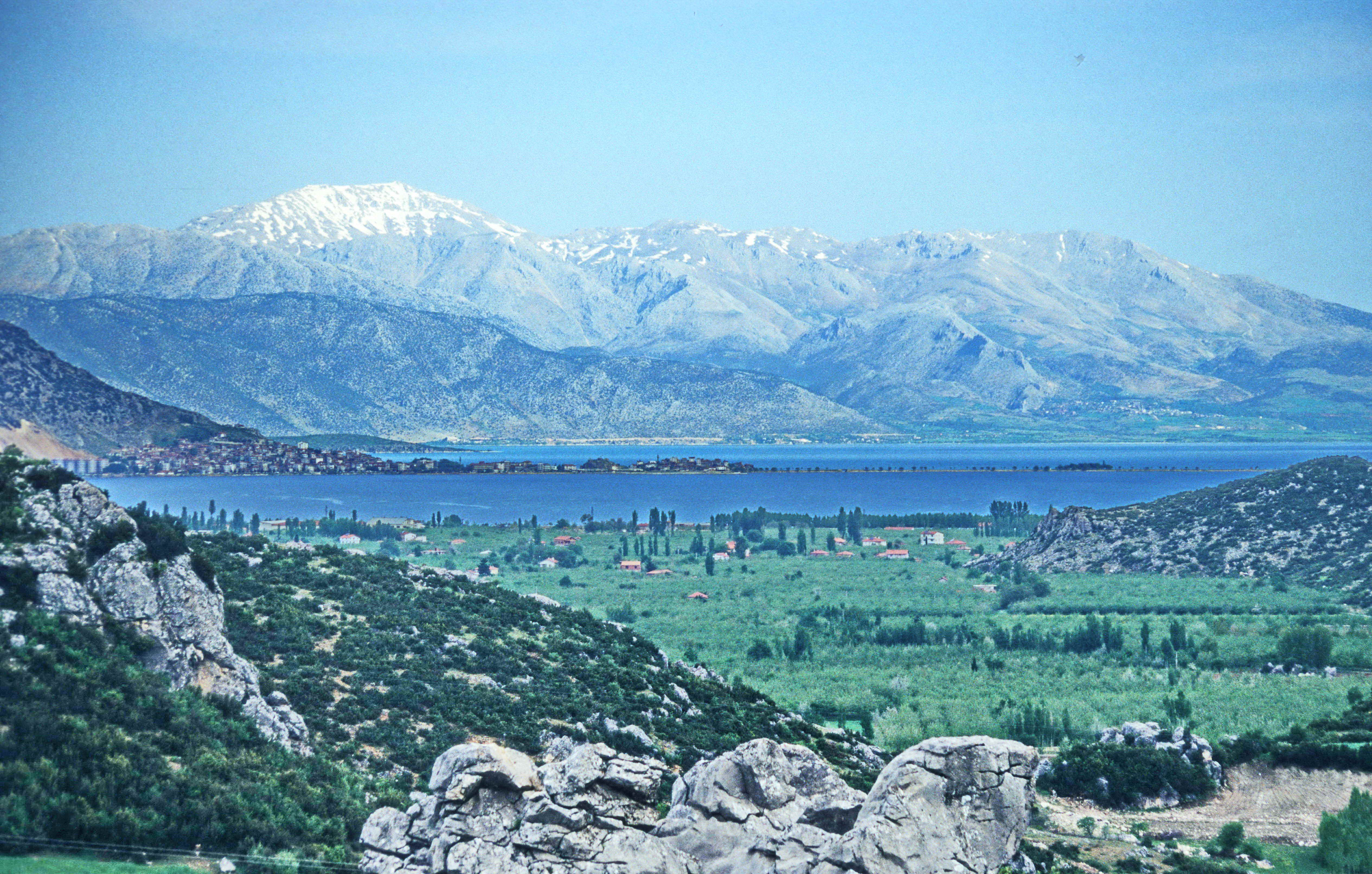
Das knapp 2800 m hohe Massiv des Barla Dağı (im Hintergrund) markiert die tektonische Trennung des größeren Eğirdir Gölü mit der Stadt Eğirdir (Mittelgrund) vom nördlich gelegenen, kleineren Hoyran Gölü und damit bereits das Umbiegen der Kurve von Isparta vom West-Taurus zum Mittel-Taurus.

### Teilgebiete im Mittel-Taurus
Mit der Beckenreihe von Yalvaç und Şarkıkaraağaç und der langgestreckten Gebirgskette der Sultan Dağları (2519 m) mit dem im Süden vorgelagerten Külbaş Tepesi (1854 m) erreicht die Kurve von Isparta die Akşehir-Störungszone mit Eber Gölü sowie Akşehir Gölü nördlich der Gebirgskette und damit den östlichen Arm der Kurve von Isparta. Dieser nördliche Abschnitt des westlichen Mittel-Taurus setzt sich hauptsächlich aus einer Folge von Becken- und neogenen Mittelgebirgs-Landschaften zusammen. Nur zwei hohe Gebirgsmassive, die Sultan Dağları und der Erenler Dağı, ragen beträchtlich darüber empor. Die Sultan Dağları sind ein präalpidisch gefaltetes Gebirgsmassiv, das mauerartig am Südrand des Akşehir Gölü-Beckens emporsteigt und sich über 100 km in NW – SO Richtung erstreckt. Dominierendes Landschaftselement ist hier, flankiert von den Dedegöl Dağları (Anamas Dağı 2992 m) im Westen bzw. vom Erenler Dağı (2334 m) im Osten, das große verkarstete Becken des Beyşehir-Sees. Der verkarstete Anamas Dağı erhebt sich wandartig entlang einer geradlinig verlaufenden Bruchlinie über die Seefläche. Im Süden, Osten und Norden wird das Seebecken von neogenen Hügel- und Bergländern umgeben. Der Beyşehir-See hat im Südosten einen Kanal-Abfluss, der über die Suğla-Ebene entwässert, hat aber zusätzlich eine größere Anzahl Ponore, die die Drainage des Sees unterirdisch ermöglichen.
Der Erenler Dağı, ein großes vulkanisches Massiv tertiären Alters, nimmt eine große Fläche zwischen der Konya-Ebene im Osten und den Seen von Beyşehir und Suğla im Westen ein und trennt zudem das verkarstetes Becken des Suğla-Sees von der Konya-Ova. Der See wird durch Zuflüsse vom Beyşehir Gölü sowie von starken Karstquellen am Fuß des verkarsteten Westrandes gespeist, unterliegt aber sehr starken Schwankungen, fällt zeitweise sogar trocken und ist durch ein tief eingeschnittenes epigenetisches Durchbruchstal des Çarşamba Suyu zwischen Erenler Dağı und Eşenler Dağı (1764 m) nach Osten hin mit der Ebene von Konya verbunden.
Weiter südlich und östlich verzahnt sich die Ostseite der Kurve von Isparta im Akseki-Bergland mit den breit angelegten Kettenstrukturen der Geyik Dağları (2423 m) und Akçalı Dagları (2224 m) sowie den Hochflächen des Taşeli-Plateaus im Mittleren Taurus.
Die zum Teil sehr hoch und steil aufragenden Gebirgsländer der Isparta-Kurve umrahmen insgesamt weite und partiell sehr intensiv genutzte flachere bis leicht hügelige Landschaften des Küstentieflandes zwischen Antalya und Manavgat um den Golf von Antalya. Hier ist das Klima bei hoher Luftfeuchtigkeit von heißen und regenarmen Sommern geprägt, die durch Seewinde etwas erträglicher werden. Die Winter sind mild und regnerisch, wobei vor allem in den Gebirgen reichlich Niederschläge, in größerer Höhe auch Schneefälle typisch sind. Die Hauptflüsse der Region, Düden Çayı, Aksu, Köprü Çayı und Manavgat Çayı, entwässern nach Süden zum Mittelmeer hin und werden alle zusätzlich von Karstquellen gespeist. Manche von ihnen, so z. B. der Düden Çayı, haben dazu beigetragen, im zentralen südlichen Teil der Kurve von Isparta vom Gebirgsfuß bis hin zum Mittelmeer ausgedehnte Travertin-Terrassen aufzubauen, auf denen sich unter anderem die Stadt Antalya ausbreitet.

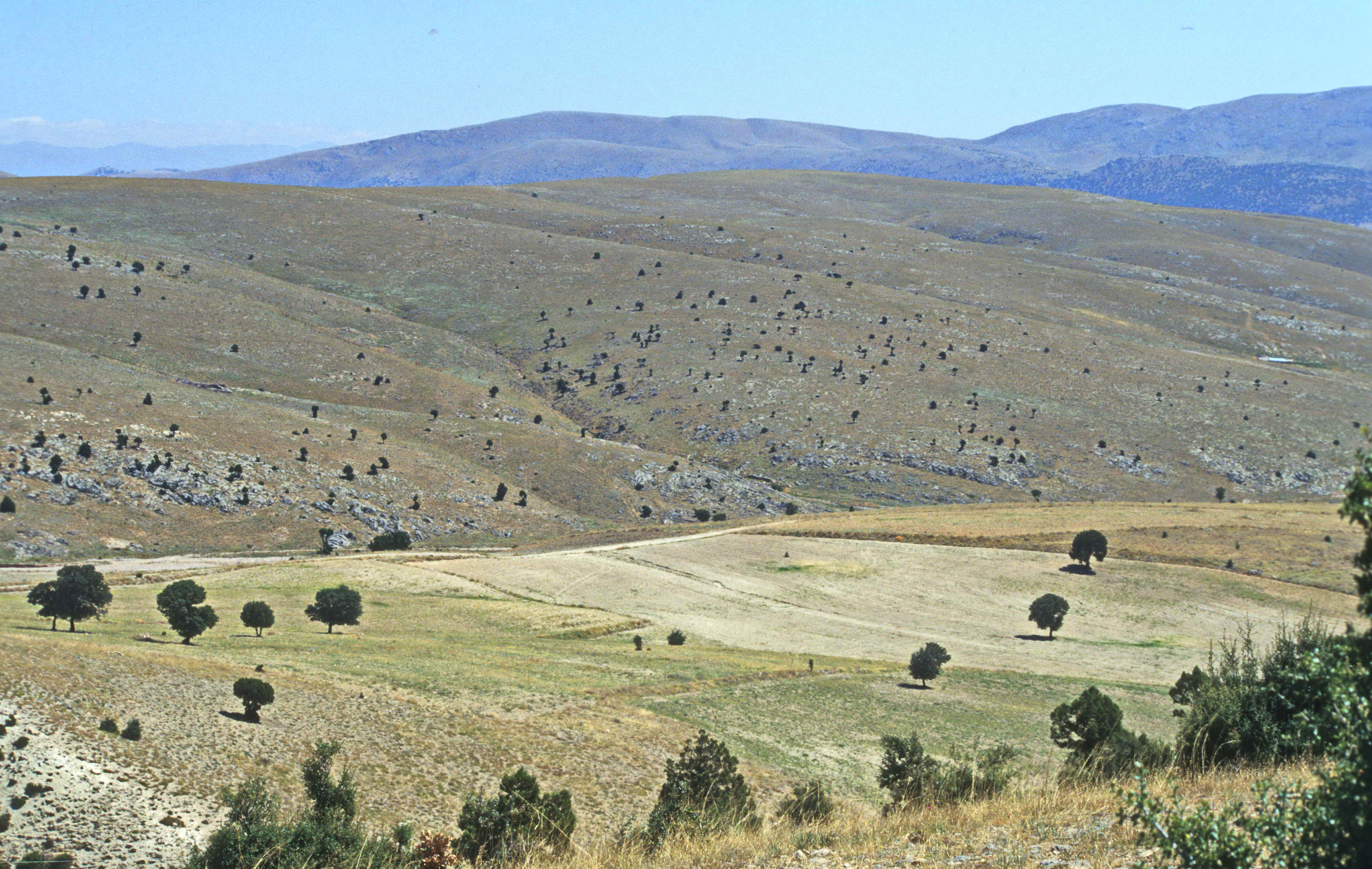
Die Änderung der Streichrichtung der weitgehend baumarmen Karakuş Dağları im Norden der Eğirdir-Hoyran-Senke aus der Südwest-Nordost-Richtung in die Nordwest-Südost-Richtung markiert bereits die Scheitellinie der Kurve von Isparta.
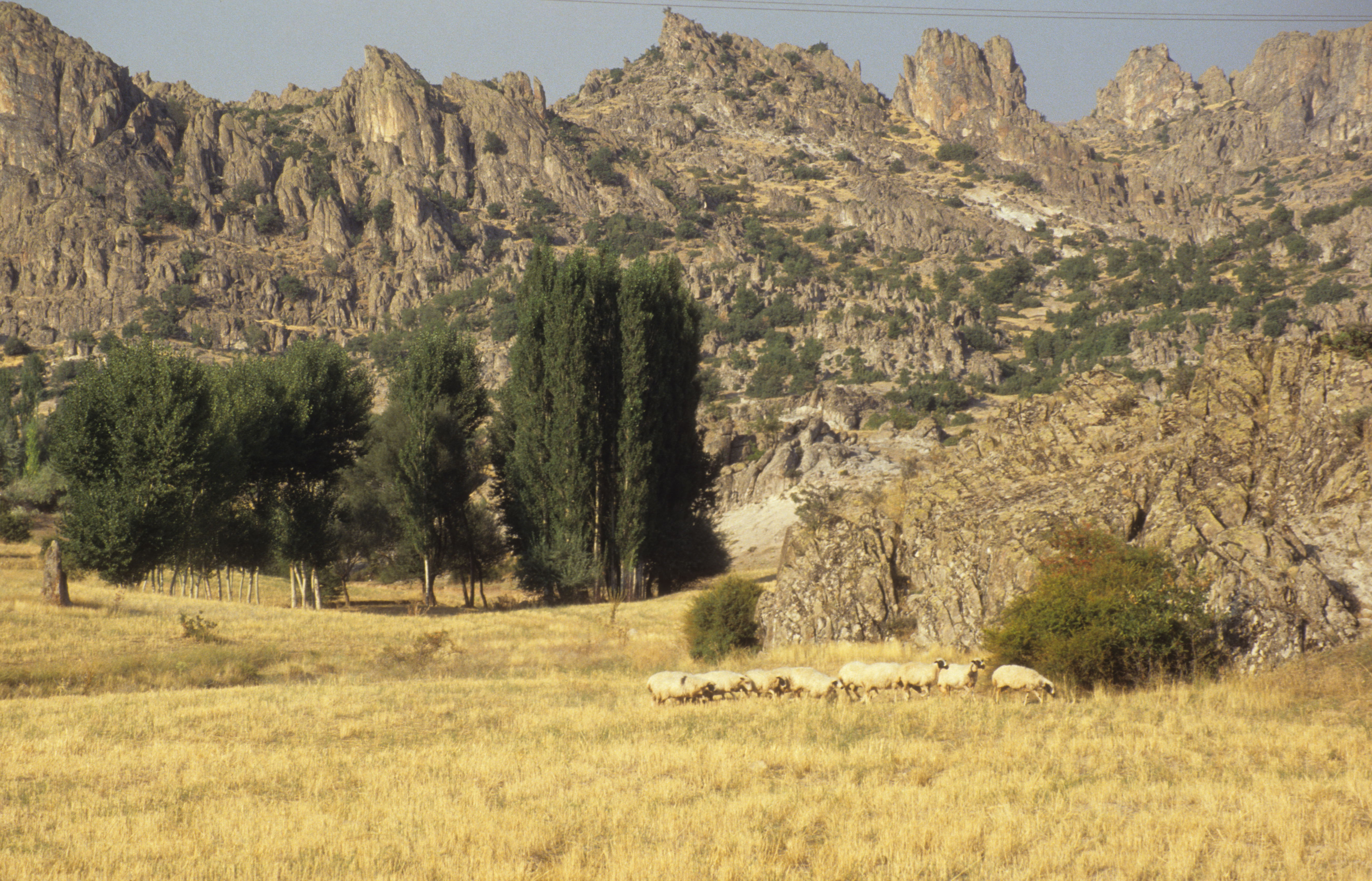
Das große vulkanische Massiv des Erenler Dağı trennt die verkarsteten Becken des Suğla- und des Beyşehir-Sees von der Konya-Ova und damit vom zentralanatolischen Hochland.
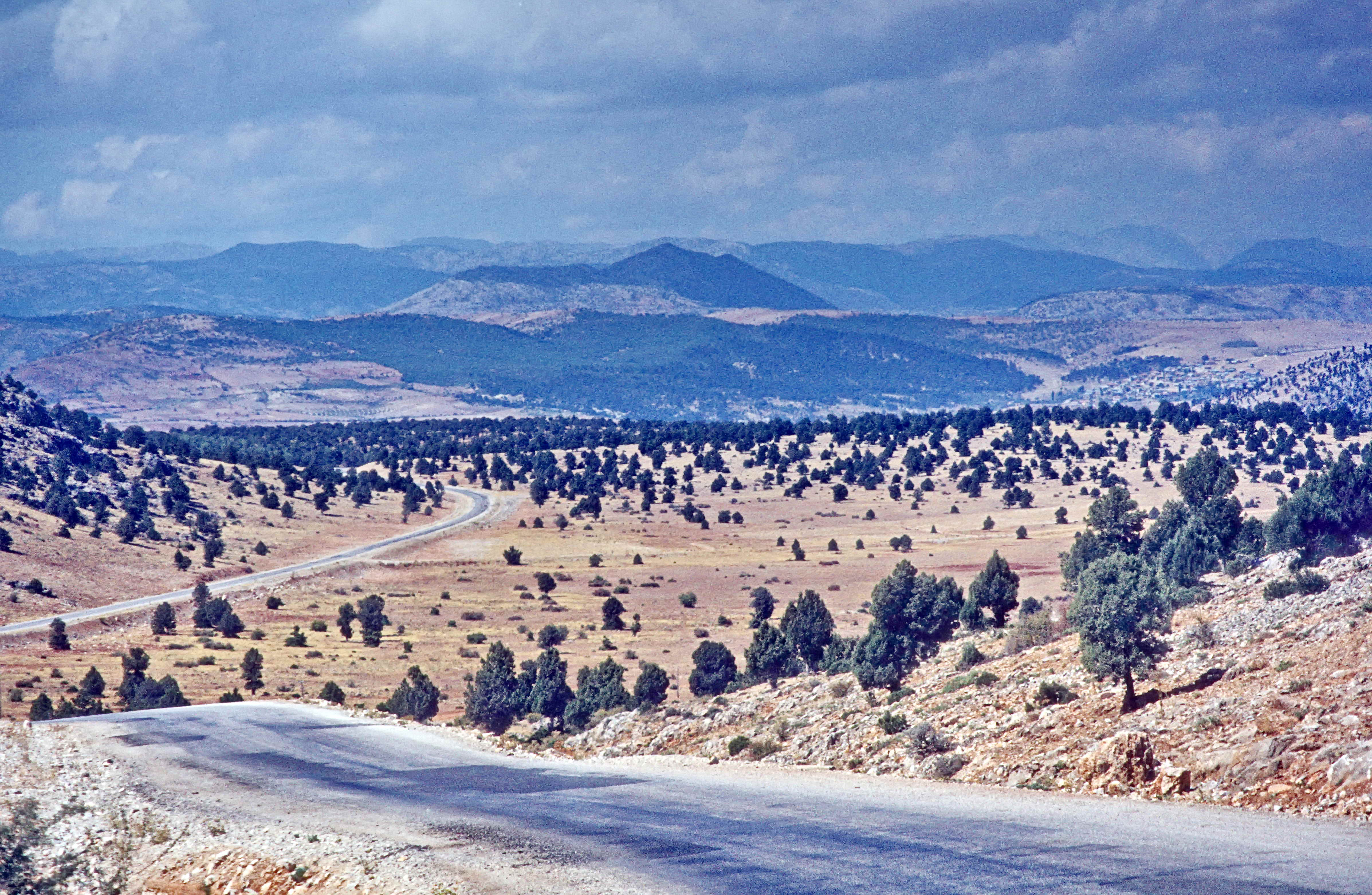
An der Grenze zum trockenen Inneranatolien überziehen lichte Wacholderwälder südöstlich des Suğla-Sees weite Teile des Eşenler-Dağı-Massivs, der östlichsten Flanke der Kurve von Isparta.
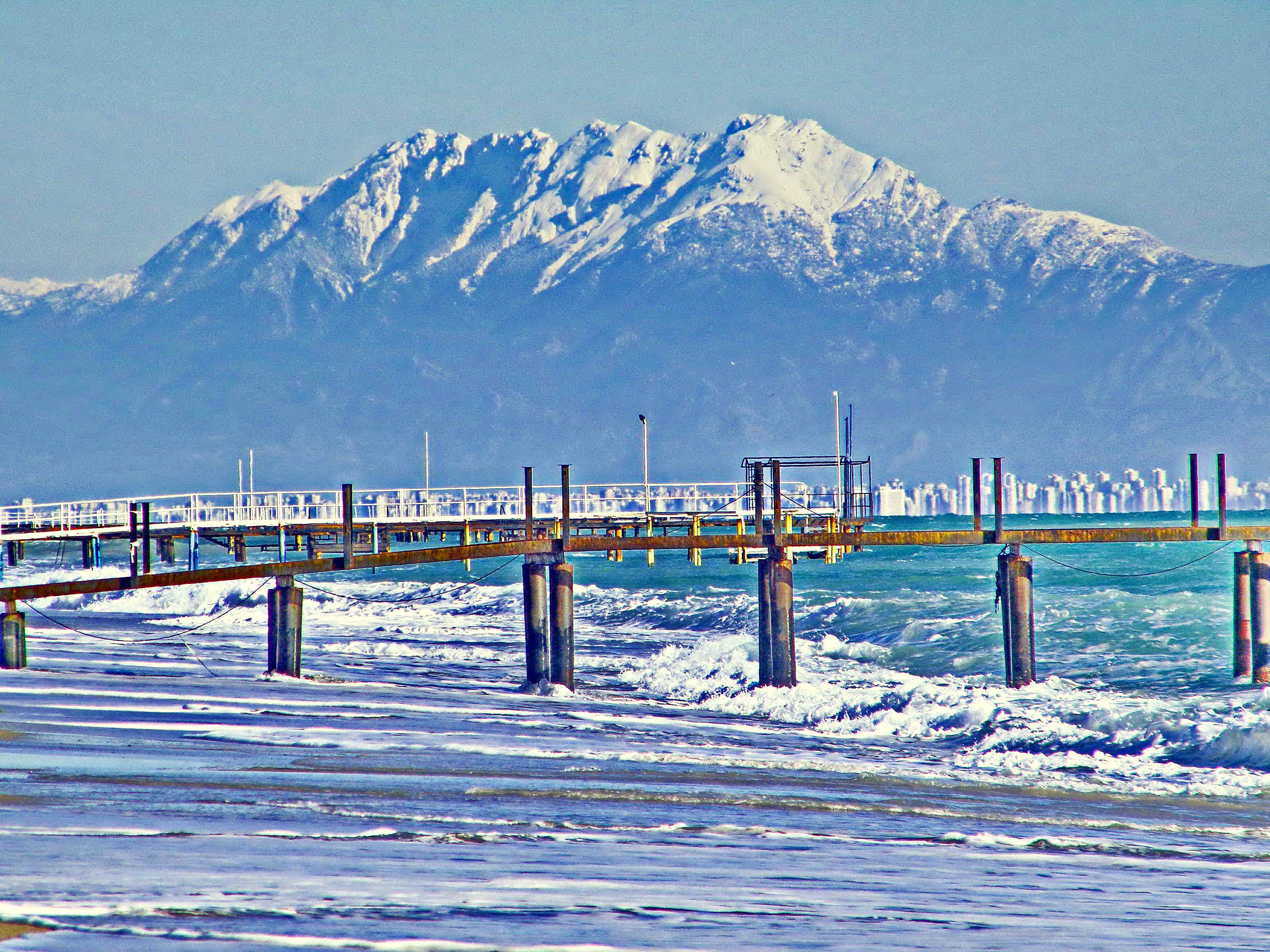
Über der Stadt Antalya und dem gleichnamigen Golf türmt sich eindrucksvoll die Kulisse des 2505 m hohen Kuyucak-Dağı-Massivs östlich entlang der Aksu-Senke, der Mittelachse der Kurve von Isparta.